# Metnitz
Metnitz is een gemeente in de Oostenrijkse deelstaat Karinthië en maakt deel uit van het district Sankt Veit an der Glan.
Metnitz telt 2358 inwoners.
Althofen · Brückl · Deutsch-Griffen · Eberstein · Frauenstein · Friesach · Glödnitz · Gurk · Guttaring · Hüttenberg · Kappel am Krappfeld · Klein Sankt Paul · Liebenfels · Metnitz · Micheldorf · Mölbling · Sankt Georgen am Längsee · Sankt Veit an der Glan · Straßburg · Weitensfeld im Gurktal
- Gemeinsame Normdatei: 4100874-1
- Virtual International Authority File: 245012708